# Peter Flötner
Peter Flötner, Flettner (ur. 1490 w Turgowii, zm. 23 października 1546 w Norymberdze) – niemiecki artysta z okresu renesansu. 
Flötner stworzył razem z Melchiorem Baierem i Gerogiem Penczem Ołtarz Jagielloński w Kaplicy Zygmuntowskiej na Wawelu w stylu renesansowym. 

## Prace

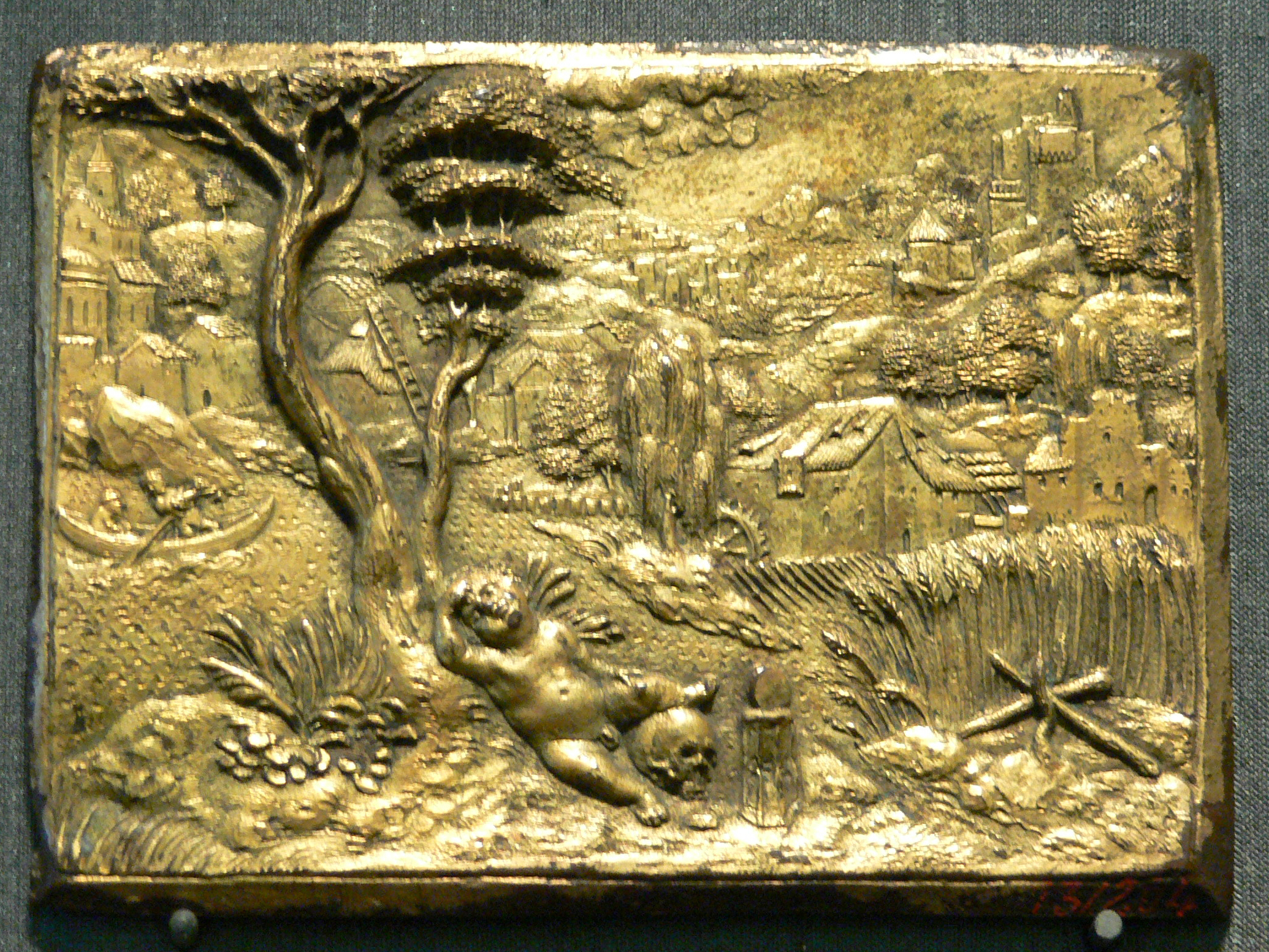
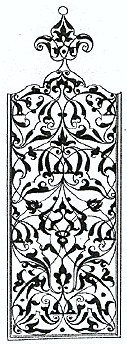
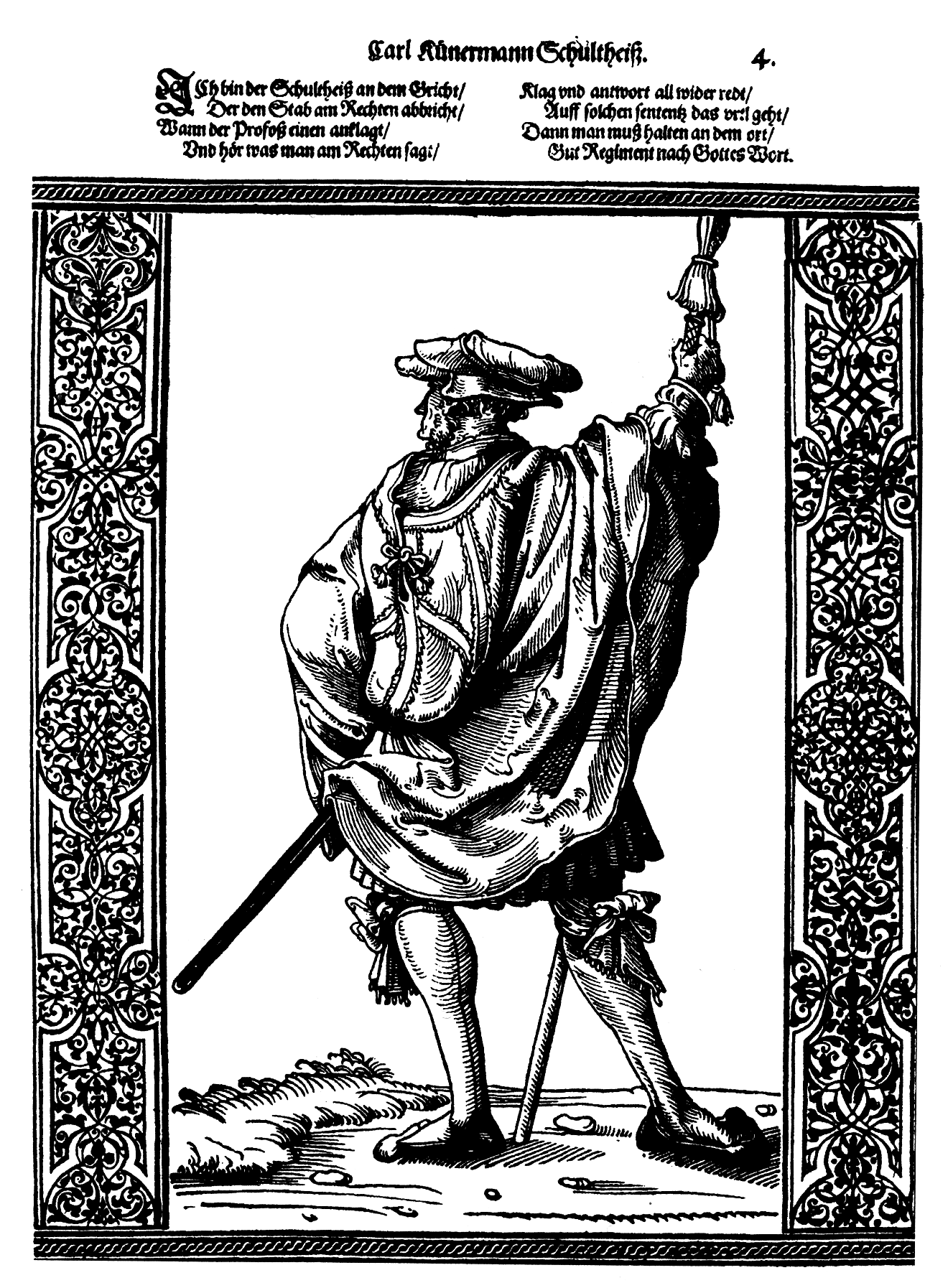
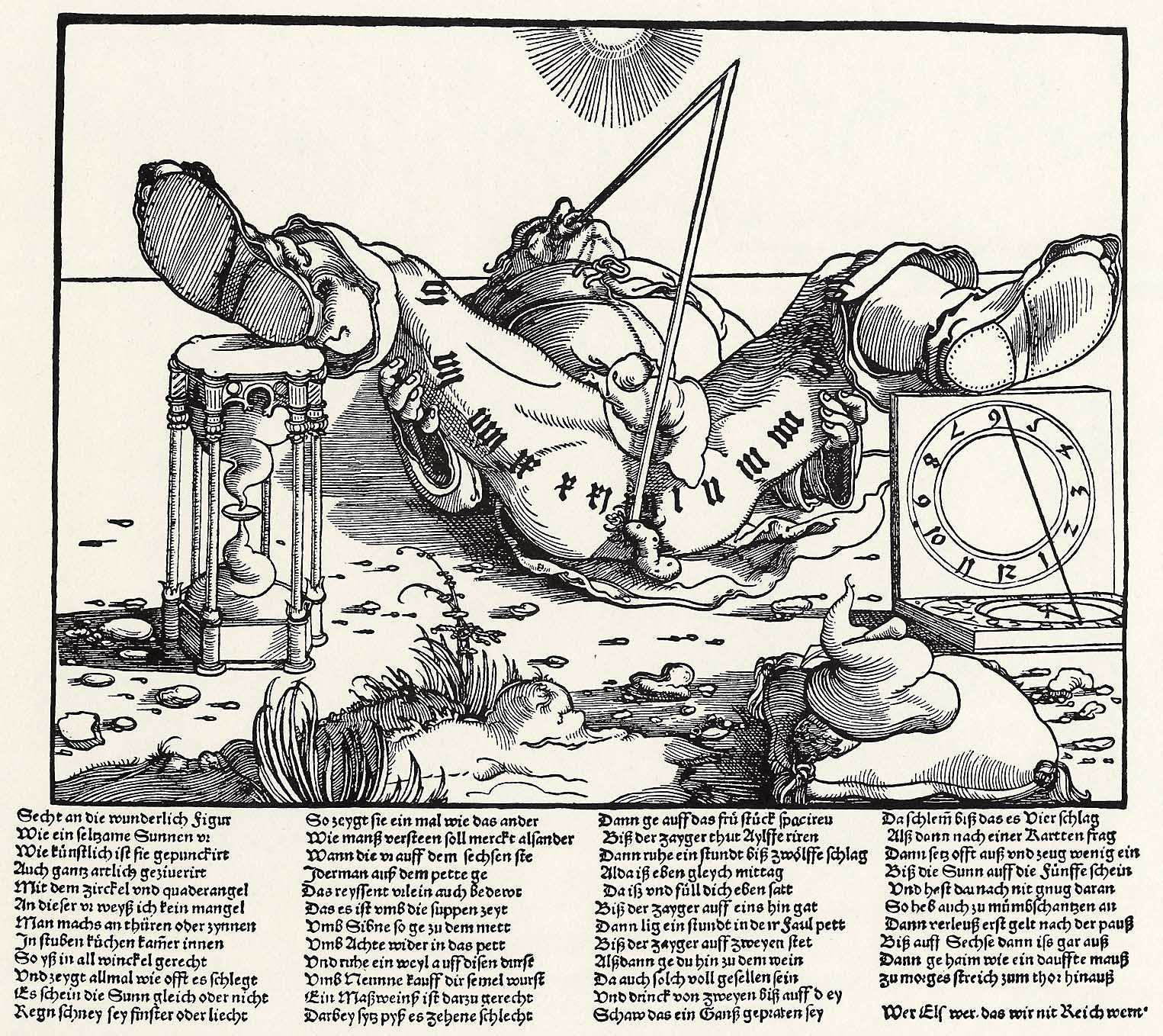